# Антонія Преббл
Антонія Мері Преббл (англ. Antonia Mary Prebble, нар. 6 червня 1984, Веллінгтон, Нова Зеландія) — новозеландська акторка, найбільш відома за роллю Лоретти Вест у хітовій новозеландській комедійній драмі Шалені гроші, роллю Труді у «Племя'» та Джейн у «Блакитній троянді». На міжнародному рівні найбільше відома роллю Клер Ленгтрі, Воротаря в серіалі «Могутні рейнджери: Містична сила» 2006 року.

## Ранні роки і освіта
Антонія Мері Преббл народилася 6 червня 1984 року в Веллінгтоні, Нова Зеландія. Вона середня з трьох дітей Джона Преббла, адвоката та соліситора, що народився в Сассексі і професора права в Університеті Вікторії Веллінгтона, та Ніколи Мері. У Антонії є старша сестра Беккі та молодший брат Бен, обидвоє вивчали право. Її дядько Річард Преббл — колишній політик, її дядько Марк Преббл — колишній голова Комісії з державних служб, а її дядько Том Преббл був адміністратором університету та почесним професором.
Преббл навчалася в коледжі королеви Маргарет між 1999 та 2001 роками і була префектом, відповідальною за мистецтво, а також Proxime Accessit на останньому курсі навчання. Потім вступила до Веллінгтонського університету Вікторії, де здобула ступінь бакалавра мистецтв у галузі лінгвістики. Спочатку Преббл навчалася на бакалавра права, перш ніж змінити програму навчання.
Акторка вільно розмовляє французькою мовою.

## Кар'єра
Преббл зацікавилася акторською майстерністю в ранньому віці, знявшись у виставі «Чарівне королівство Тінгіміджіґ» у 1993 році. Наприкінці 1990-х вона почала багато працювати з новозеландськими дитячими телевізійними компаніями, виконуючи головні та гостьові ролі в кількох програмах. Серед її ролей — Менді Макфарлейн у другому сезоні «Дзеркала», «Дзеркало» в 1997 році та Труді в п'яти серіалах «Плем'я» з 1999 по 2003 рік. Вона також зіграла гостьову роль у двох епізодах серіалу «Могутні рейнджери: Діно Гром» у ролі Крісти разом із двома колегами з «Племені». У 2006 році вона почала зйомки у «Могутніх рейнджерах: Містична сила» у ролі Клер Ленгтрі, Хранительки воріт і учениці Удонни.
Преббл знялася в епізодичній ролі в музичному відео групи Flip Grater на пісню «Careful» і була ведучою новозеландського WNTV (What Now Television) з 2002 до 2003 року.
У 2005 році отримала роль 15-річної кіноманки Лоретти Вест у новій новозеландській комедійній драмі «Нечувана удача». Наприкінці п'ятої серії Лоретта одружилася з Гайденом Пітерсом (якого зіграв Шейн Кортез). У лютому 2010 року завершилися зйомки шостої, останньої серії. До цього часу Лоретта Вест стала розумною та успішною підприємицею. Останній епізод серіалу вийшов в ефір 9 листопада 2010 року.
Преббл зіграла епізодичну роль у телесеріалі TVNZ «Всемогутні Джонсони» у першому сезоні шоу у 2011 році.
У 2015 році вона виконала головну роль Ріти Вест у «Вестсайді», приквелі до «Обурливої долі», граючи бабусю (в молодості) своєї персонажки з оригінального серіалу.
З 2016 року Преббл є амбасадоркою новозеландського універмагу «Smith & Caughey's». Преббл була обличчям кампанії Smith & Caughey навесні 2018. Вона з'являлася на обкладинках Next Magazine, Remix Magazine, Mindfood Style і Fashion Quarterly.
На початку 2019 року Преббл відвідувала новозеландське телешоу The Project після того, як народила першу дитину від Дена Масгроува. У тому ж році вона знялася в музичному кліпі «Help You Now» оклендського гурту Alae.
У листопаді 2022 року Преббл приєдналася до акторського складу Шортленд-стріт у ролі доктора Ребеки Андерсон.
У 2023 році Преббл разом із Мадлен Самі зняла новозеландський серіал Double Parked.
Наприкінці 2022 року Преббл ввійшла до акторського складу юридичної драми SBS «Безпечний дім», а у 2023 році серіал вийшов в ефір з Преббл, яка зіграла роль Грейс Макдональд.

## Особисте життя
У 2016 році Преббл почала зустрічатися зі своїм тодішнім колегою по «Вестсайду» Деном Масгроувом. Пара оголосила про заручини в липні 2018 року та про вагітність у лютому 2019 року. У них двоє спільних дітей. Акторка мешкає в Окленді.

## Фільмографія

### Фільми
| Рік      | Назва                             | Роль           | Примітки |
| -------- | --------------------------------- | -------------- | -------- |
| 2013 рік | Праведна брехня                   | Ребекка        |          |
| 2014 рік | The Cure                          | Бет Вейкфілд   |          |
| 2015 рік | Timeslow                          | Амелія         |          |
| 2017 рік | Свинячий пиріг                    | Сьюзі Девідсон |          |
| 2017 рік | Sortname A Woman's Right to Shoes | Гейлі          | Короткий |

### Телесеріали
| Рік       | Назва                            | Роль                | Примітки                                                    |
| --------- | -------------------------------- | ------------------- | ----------------------------------------------------------- |
| 1997–1998 | Mirror, Mirror II                | Mandy McFarlane     | головна роль                                                |
| 1999      | A Twist in the Tale              | Jem                 | епізод: «A Crack in Time»                                   |
| 1999–2003 |                                  | Trudy               | головна роль                                                |
| 2001      | Dark Knight                      | Ruth                | епізод: «Damned»                                            |
| 2004      | Power Rangers Dino Thunder       | Krista              | епізоди: «The Passion of Conner», «Thunder Struck: Part II» |
| 2005      | Interrogation                    | Saskia              | епізод: «Where There's Smoke»                               |
| 2005      | Power Rangers S.P.D.             | Nova Ranger (voice) | епізод: «Endings: Part II»                                  |
| 2005–2010 | Шалені гроші                     | Loretta West        | головна роль: Granddaughter of Rita West in «Westside»      |
| 2006      | Могутні рейнджери: Містична сила | Clare Langtree      | Regular role                                                |
| 2006      | The Lost Children                | Caterina            | епізод: «1.11»                                              |
| 2010      | Spies and Lies                   | Mavis               | TV film                                                     |
| 2011      | The Almighty Johnsons            | Sonja Freeman       | епізод: «God's Gift to Zebras»                              |
| 2011      | Super City                       | Toni                | епізоди: «1.1», «1.4», «1.5»                                |
| 2012      | Auckland Daze                    | Antonia             | епізод: «1.1»                                               |
| 2013      | The Blue Rose                    | Jane March          | головна роль                                                |
| 2014      | Салем (телесеріал)               | Bridget Bishop      | епізод: «The Stone Child»                                   |
| 2014      | Anzac Girls                      | Hilda Steele        | TV miniseries                                               |
| 2015      | Winter                           | Alesia Taylor       | головна роль                                                |
| 2015–2020 | Westside                         | Rita West           | головна роль                                                |
| 2017      | Stand Up Girl                    | Drunk Bride         | епізод: «Decent Woman»                                      |
| 2017      | Sisters                          | Edie Flanagan       | головна роль                                                |
| 2017      | My Life Is Murder                | Ramona Church       | епізод: «Hidden Gems»                                       |
| 2021      | One of Us is Lying               | Robyn               | 2 епізоди                                                   |
| 2022-23   | Shortland Street                 | Rebecka Anderson    | 50 епізодів                                                 |
| 2023      | Safe Home                        | Grace Macdonald     | головна роль; 4 епізоди                                     |
| 2023      | Double Parked                    | Steph               | головна роль; 8 епізодів                                    |